# Candomblé

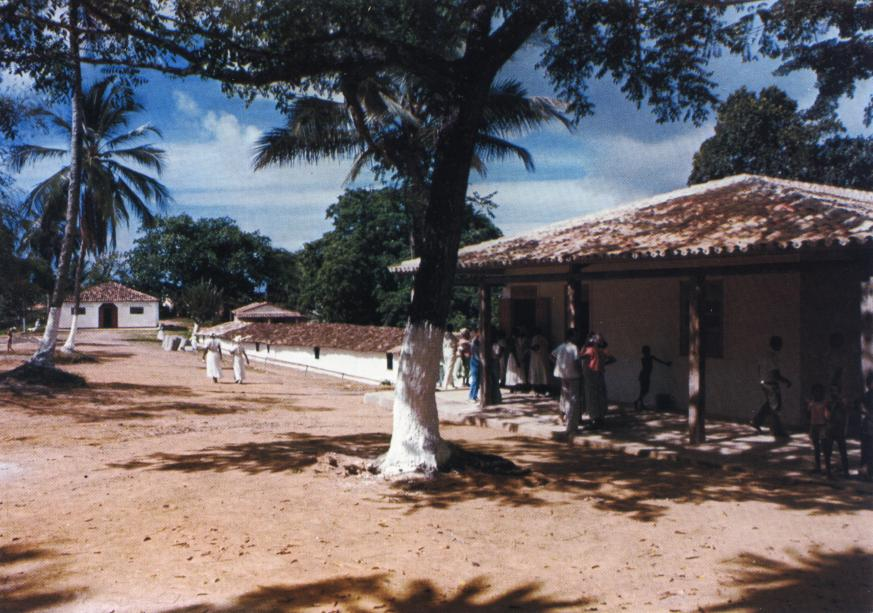
Świątynia Ilê Axé Opó Afonjá

Candomblé – religia afroamerykańska, praktykowana głównie w Brazylii, a także w sąsiednich krajach. Nazwy religii pochodzą z języka joruba.

## Pochodzenie
Przyniesiona do Brazylii wraz z kapłanami zachodnioafrykańskich religii animistycznych (głównie narodowości Joruba), którzy zostali tam przetransportowani jako niewolnicy w okresie od 1549 do 1850. Przez ponad 400 lat praktykowana w tajemnicy przez afrykańskich niewolników; zakazana przez Kościół rzymskokatolicki, pod wpływem katolicyzmu przyjęła do swojego panteonu licznych świętych. Po zniesieniu niewolnictwa w Brazylii, od drugiej połowy XIX wieku do dziś przeżywa gwałtowny rozwój, zyskując wyznawców we wszystkich warstwach społecznych (wśród nich są także liczne osoby pochodzenia europejskiego). Obecnie w Brazylii jest głównym konkurentem katolicyzmu (oficjalnie 2 miliony wyznawców – 1,5% ludności, ale w rzeczywistości liczba stałych lub okazjonalnych wyznawców może być 10 do 20 razy większa, ponieważ wyznawanie candomblé nie wyklucza praktykowania innych religii). 
Candomblé jest uważana za powszechną w Brazylii, istnieje nawet miejscowe powiedzenie, iż katolicy stanowią 90%, zaś candomblé 110%.

## Odmiany candomblé
Istnieje wiele lokalnych odmian i obrządków candomblé, która wyznawana jest w kilku stanach: Rio de Janeiro, São Paulo i Bahia. W każdym z nich odnajdziemy drobne permutacje językowe i rytualne. Czasem na określenie wszystkich odmian candomblé, używa się słowa „macumba”. Jednak w samej Brazylii słowo to utożsamia się bardziej z czarną magią, zbliżoną do europejskiego czarodziejstwa. Jest to więc określenie nieprecyzyjne.
Istnieją też liczne odłamy tzw. nações (narody), różniące się językiem liturgicznym (joruba, ewe, fon lub bantu), muzyką i nazwami bóstw. Odłamy rozwinęły się na bazie katolickich „bractw” (irmandades), zrzeszających niewolników różnych narodowości.

### Lista odłamów i podległych im zrzeszeń
- Ketu (Queto) – język liturgiczny (j.l.) joruba
  - Efã i Ijexá (w Bahia)
  - Nagô lub Eba (w Pernambuco)
  - Oió-ijexá lub Batuque-de-Nação (w Rio Grande do Sul)
  - Mina-nagô lub Tambor-de-Mina (w Maranhão)
  - Xambá (w Alagoas i Pernambuco, bliska wymarcia).

- Bantu – j.l. bantu, kikongo i kimbundo
  - Caboclo (czci liczne bóstwa indiańskie)

- Jejé – j.l. ewe, fon i gen
  - Mina Jejé (w Maranhão)
  - Babaçuê (w Pará)

- Ixejá (bliska wymarcia, wchłonięta przez Ketu)
- Xangô (w Pernambuco, Paraíba, Alagoas)

## Doktryna
- spirytualizm, polegający na czczeniu wielu (około 50) duchów np. Orixás, Voduns i Inkices (pełnią faktycznie funkcję bóstw); każdy duch jest przypisany do innego żywiołu (np. morza, burzy, deszczu); duchy rzekomo wcielają się w kapłanów podczas rytuałów; każdy człowiek przy urodzeniu otrzymuje swojego „duch-opiekuna”; duchy jednego odłamu mogą być czczone „gościnnie” w innym odłamie; duchy często występują pod postacią katolickich świętych,
- pozorny monoteizm, głoszący wiarę w jednego boga (znanego pod różnymi nazwami: Olorum, Zambi, Zambiapongo, Mawu); czasem występuje kult krzyża jako symbolu (bez związku z Jezusem),
- kapłani pełnią funkcję medium, pośredniczącego między duchami i ludźmi,
- tendencja do odrzucenia elementów katolicyzmu na rzecz czysto afrykańskich wierzeń.

## Rytuał
Zwany toque składa się z:
- „przygotowania” trwającego nawet tydzień i wykonywanego tylko przez kapłanów i „wtajemniczonych”: szykowanie odzieży i dekoracji, gotowanie potraw, przygotowanie ofiar dla „duchów” oraz wróżby,
- publicznej, świątecznej „mszy” i bankietu, trwających od późnego wieczora do północy; w tym czasie kapłani, zwani „dziećmi świętego” podczas transu są rzekomo opanowani przez ducha; główny kapłan („ojciec świętego”) intonuje pieśni ku czci ducha.

## Świątynie

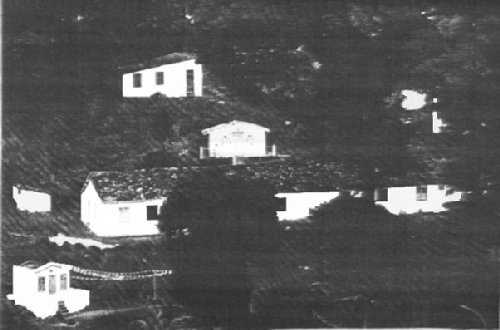
Świątynia Ilê Axé Iya Nassô Oká

Nazywane są domami (casas), plantacjami (roças) lub podwórzami (terreiros). Są to na ogół małe, podobne do domów mieszkalnych budynki, którymi opiekuje się główny kapłan lub kapłanka („matka świętego”).
W Brazylii ma dziesiątki tysięcy świątyń, a jej święta, bogowie i rytuały na stałe weszły do brazylijskiego folkloru. Bardzo duży wpływ candomble wywarło na sztuce walki capoeira powstałej w wyniku ucisku niewolników przez Portugalczyków.

## Kapłani
Kler nie ma hierarchii, ani centralnego zarządu. Kapłani zorganizowani są w grupy tzw. „rodziny”, skupione wokół świątyni. Z reguły głową „rodziny” jest główna kapłanka (rzadziej kapłan). Szkolenie na kapłana trwa co najmniej 7 lat i musi zyskać „aprobatę duchów”. „Rodziny” często ulegają rozpadowi, a świątynie – likwidacji (tylko jedna świątynia istnieje od ponad 100 lat).

## W kulturze popularnej
W 2022 r. ukazała się powieść Eliasza Chmiela pt. „Rozdroża 1999”, w której autor przybliża polskiemu czytelnikowi pochodzenie candomblé, a także opisuje niektóre elementy wierzeń, przedstawia poszczególne bóstwa (ze szczególnym uwzględnieniem Jemanży) oraz opisuje przebieg uroczystości w świątyni candomblé, podczas której dochodzi do rzekomego opanowania ciała niektórych wiernych przez duchy. W „Rozdrożach 1999” opisana została również nosząca znamiona synkretyzmu religijnego msza katolicka z silnymi wpływami z candomblé.